# 301522 Chaykin
301522 Chaykin este o planetă minoră (asteroid), cu un diametru de 3,528 km, din centura de asteroizi. A fost descoperită pe 22 martie 2009 la  de Leonid Elenin⁠(d). 
Obiectul prezintă o orbită caracterizată de o semiaxă mare de 3,1465419006069 UAi, o excentricitate de 0,084234683170118, o înclinație de 1,9878293970118 ° în raport cu ecliptica.